# Ptilocephala albida
Ptilocephala albida is een vlinder uit de familie zakjesdragers (Psychidae). De wetenschappelijke naam van deze soort is voor het eerst voorgesteld als Bombyx albida door Eugen Johann Christoph Esper in een publicatie uit 1786.
De soort komt voor in Frankrijk, Duitsland, Zwitserland, Spanje en Italië.